# Sophie Turner
Sophie Turnerová (* 21. února 1996, Northampton, Anglie, Spojené království) je britská herečka, nejznámější pro svou roli Sansy Stark v televizním seriálu Hra o trůny, která jí vynesla nominaci na cenu Young Artist Award a cenu Emmy. V letech 2016 a 2019 se objevila v roli Jean Grey / Phoenix ve filmech X-Men: Apokalypsa a X-Men: Dark Phoenix.

## Kariéra
Ve své první roli před kamerou se objevila v roce 2007 v seriálu Pán času. Celosvětovou slávu ji přinesla role Sansy Stark, nejstarší dcery z rodu Starků ve fantasy seriálu televize HBO Hra o trůny. K účasti na konkurzu ji povzbudil učitel dramatu. Pro tuto roli si nabarvila své blonďaté vlasy na zrzavo.
Hlavní roli později dostala v indie thrilleru Panda Eyes, který vznikl podle knihy Catherine MacPhail Another Me. Vystoupila zde po boku Jonathana Rhyse-Meyerse, Claire Forlani, Rhyse Ifanse a Geraldine Chaplinové. Film se začal natáčet v listopadu 2012 ve Velké Británii a ve španělské Barceloně.
Také byla obsazena do role mladé Jean Greyové, kterou si zahrála ve sci-fi filmu X-Men: Apocalypsa (2016). V roce 2019 si roli zopakovala ve filmu zaměřeném na její postavu X-Men: Dark Phoenix. V roce 2020 si zahrála v seriálu Survive.

## Osobní život
Narodila se v Northamptonu, a když jí byly dva roky, přestěhovala se se svou rodinou do Chestertonu ve Warwickshire. Zde do jedenácti let navštěvovala Warwick Prep School a poté přešla na King's High School.
Přátelí se s Maisie Williamsovou, která v seriálu Hra o trůny hrála její sestru, Aryu Stark. Setkaly se během konkurzů a Maisie se dozvěděla, že roli získala, dva týdny poté, co se to dozvěděla Sophie.
Když skončilo natáčení první série Hry o trůny, rodina Turnerova adoptovala psa Zunni, který v seriálu hrál zlovlka náležícího Sanse Stark.
Dne 15. října 2017 oznámila na svém instagramovém profilu zasnoubení s o sedm let starším přítelem Joem Jonasem. Svatba se odehrála v Las Vegas 1. května 2019 večer, krátce po předávání Billboard Music Award, kde Joe Jonas vystupoval se svými bratry. 22. července 2020 pak pár oznámil narození dcery jménem Willa. V červenci 2022 se jim narodila další dcera.

## Filmografie

### Film
| Rok  | Název               | Role                     | Poznámky |
| ---- | ------------------- | ------------------------ | -------- |
| 2013 | Another Me          | Fay                      |          |
| 2015 | Barely Lethal       | Heather                  |          |
| 2016 | Alone               | Penelope                 |          |
| 2016 | X-Men: Apokalypsa   | Jean Greyová             |          |
| 2018 | Josie               | Josie                    |          |
| 2018 | Znovu a lépe        | Debbie                   |          |
| 2019 | X-Men: Dark Phoenix | Jean Grey / Dark Phoenix |          |
| 2019 | Heavy               | Maddie                   |          |
| 2022 | Every Last Secret   | Penelope                 |          |
| 2022 | Survive             | Jane                     |          |

### Televize
| Rok       | Název                          | Role                       | Poznámky |
| --------- | ------------------------------ | -------------------------- | --- |
| 2011–2019 | Hra o trůny                    | Sansa Stark                | jedna z hlavních rolí (60 epizod) nominace – Cena Sdružení filmových a televizních herců za nejlepší výkon obsazení dramatického seriálu nominace – Cena Emmy za nejlepší ženský herecký výkon ve vedlejší roli v dramatickém seriálu nominace – Scream Award za nejlepší obsazení nominace – Young Artist Award pro nejlepší herečku ve vedlejší roli v televizním seriálu |
| 2013      | Třináctý příběh                | Adeline March              | TV film |
| 2020      | Survive                        | Jane                       | 12 dílů |
| 2020      | Home Movie: The Princess Bride | Westley                    | díl: The Fire Swamp |
| 2021      | The Prince                     | Princezna Charlotte (hlas) | hlavní role,12 dílů |
| 2022      | Schodiště                      | Margaret Ratliff           | hlavní role, 8 dílů |